# Bentharca
Bentharca is een geslacht van tweekleppigen uit de  familie van de Arcidae (arkschelpen).

## Soorten
- Bentharca asperula (Dall, 1881)
- Bentharca avellanaria (Melvill & Standen, 1907)
- Bentharca hawaiensis Dall, Bartsch & Rehder, 1938
- Bentharca waitakarensis Eagle, 2000 †